# Maszów Dolny
Maszów Dolny – część wsi Maszów w Polsce, położona w województwie lubelskim, w powiecie krasnostawskim, w gminie Rudnik. 
Wchodzi w skład sołectwa Maszów.
W latach 1975–1998 Maszów Dolny położony był w województwie zamojskim.